# Lachemilla equisetiformis
Lachemilla equisetiformis là loài thực vật có hoa trong họ Hoa hồng. Loài này được (Trevis.) Rothm. mô tả khoa học đầu tiên năm 1937.